# Elvira Quintillá
Elvira Quintillá Ramos, née le 19 septembre 1928 à Barcelone et morte le 27 décembre 2013  à Madrid, est une actrice espagnole.

## Filmographie partielle
- 1953 : Juzgado permanente de Joaquín Luis Romero Marchent
- 1953 : Bienvenue Mr Marshall (¡Bienvenido Mister Marshall!) de Luis García Berlanga
- 1953 : Ce couple heureux (Esa pareja feliz) de Luis García Berlanga et Juan Antonio Bardem
- 1954 : Conquête héroïque (La principessa delle Canarie) de Paolo Moffa et Carlos Serrano de Osma
- 1955 : El guardián del paraíso d'Arturo Ruiz Castillo
- 1961 : Plácido de Luis García Berlanga
- 1982 : La Ruche (La Colmena) de Mario Camus

## Source de la traduction
- (es) Cet article est partiellement ou en totalité issu de l’article de Wikipédia en espagnol intitulé « Elvira Quintillá » (voir la liste des auteurs).